# Ferrari P80/C
La Ferrari P80/C (ou Prototipo P80/C) est une voiture de course du constructeur automobile italien Ferrari produite en un exemplaire unique en 2019 par le département spécial « One-Off » de la marque. Elle est basée sur la Ferrari 488 GT3, version course de la Ferrari 488 GTB.

## Présentation
La Ferrari P80/C est dévoilée le 25 mars 2019. Ce modèle unique n'est ni homologué pour la route, ni pour les compétitions internationales. Ferrari présente la P80/C « comme la Ferrari la plus extrême et plus complexe jamais construite ».
La Ferrari P80/C résulte d'une commande, auprès du département des « Projets Spéciaux » de Ferrari, de la part d'un client fortuné et collectionneur de Hong Kong, par l'intermédiaire du concessionnaire local Blackbird. Ferrari n'a pas dévoilé le tarif de ce modèle unique.

## Caractéristiques techniques
La P80/C est extrapolée de la version course GT3 de la 488, qui est plus longue de 5 cm. Elle en reprend la plateforme technique ainsi que le moteur, mais adopte une carrosserie inédite en fibre de carbone à l'aérodynamique travaillée, faisant référence aux 330 P3/P4 et Dino 206 S.
La P80/C a demandé quatre années de développement au constructeur, et elle est destinée a une utilisation sur piste privée uniquement, ce qui a permis de s'affranchir d'éléments contraignant pour le style de l'auto comme l'intégration de projecteurs remplacés par de simples lignes de leds.

### Moteur
La P80/C hérite du V8 3.9 de la 488 GT3 mais le constructeur n'a pas dévoilé sa puissance.
| Logo de Ferrari            | P80/C                                     |
| -------------------------- | ----------------------------------------- |
| Moteur                     | 8-cylindres en V                          |
| Admission                  | Bi-turbo                                  |
| Cylindrée (cm3)            | 3902                                      |
| Puissance maximale ch (kW) |                                           |
| Couple maximal (N m)       |                                           |
| Boîte de vitesses          | Automatique 7 rapports à double embrayage |
| Transmission               | Propulsion                                |
| Vitesse maximale (km/h)    |                                           |
| 0-100 km/h (s)             |                                           |
| Consommation (L/100 km)    |                                           |
| Masse à vide (kg)          |                                           |